# Зименко, Владислав Мстиславович
Владисла́в Мстисла́вович Зиме́нко (31 октября 1919, Тверь, РСФСР — 24 октября 1994, Москва, Россия) — советский искусствовед, автор ряда работ по истории русского и советского искусства, многолетний главный редактор журнала «Искусство» (1958–1990) и секретарь правления Союза художников СССР (1968–1990), где возглавлял секцию критики, искусствознания и печати. Кандидат искусствоведческих наук, заслуженный деятель искусств РСФСР (1969).

## Биография
Родился в семье юриста М. Н. Зименко и домохозяйки А. С. Зименко (Соколовой).
В 1937—1938 гг. учился в Московском инженерно-строительном институте им. В. В. Куйбышева, в 1938—1941 гг. — в ИФЛИ, на искусствоведческом отделении филологического факультета. После слияния ИФЛИ с МГУ закончил искусствоведческое отделение филологического факультета МГУ, защитив диплом по теме «Этюды по русской портретной живописи XVIII века» (руководитель — профессор М. В. Алпатов).
1946—1958 гг. — Научный сотрудник в Институте истории искусств АН СССР (впоследствии переименованном в Научно-исследовательский институт теории и истории изобразительного искусства АХ СССР).
1948 г. — защитил кандидатскую диссертацию на тему «Портретная живопись О. А. Кипренского».
В 1957 году критик курировал первую выставку советского искусства в Новой Зеландии. Известен портрет Зименко работы новозеландского художника Леонарда Митчелла (картина выставлялась в мае 1958 года на выставке в Академии Изящных искусств Новой Зеландии).
В 1958 году Зименко стал главным редактором журнала «Искусство» (он занимал эту должность до 1990 года). В журнале были опубликованы его статьи о творчестве Г. Коржева, Т. Салахова, А. Шважаса, В. Попкова, П. Никонова, Т. Яблонской, Д. Бисти, А. Гудайтиса, А. Сахаровской, В. Милашевского и др.
В 1958 году Зименко поехал в Лондон, где был куратором первой выставки русского и советского искусства, организованной Королевской академией художеств. В советской делегации также состоял известный реставратор Степан Чураков. Выставка открылась 1 января 1959 года в Берлингтон-хаус и продлилась два месяца. По мнению Зименко, одной из главных работ на выставке была картина «Конец: Последние дни гитлеровской ставки в подземелье рейхсканцелярии» художников Кукрыниксы. В марте 1959 года, всё ещё находясь в Лондоне, Зименко прокомментировал первую выставку работ Уинстона Черчилля в Королевской академии художеств американскому агентству New York Times News Service. «Многие из работ демонстрируют профессиональный технический уровень. Я особенно впечатлён тем, как он справляется со сложной проблемой изображения воды», — отметил критик.

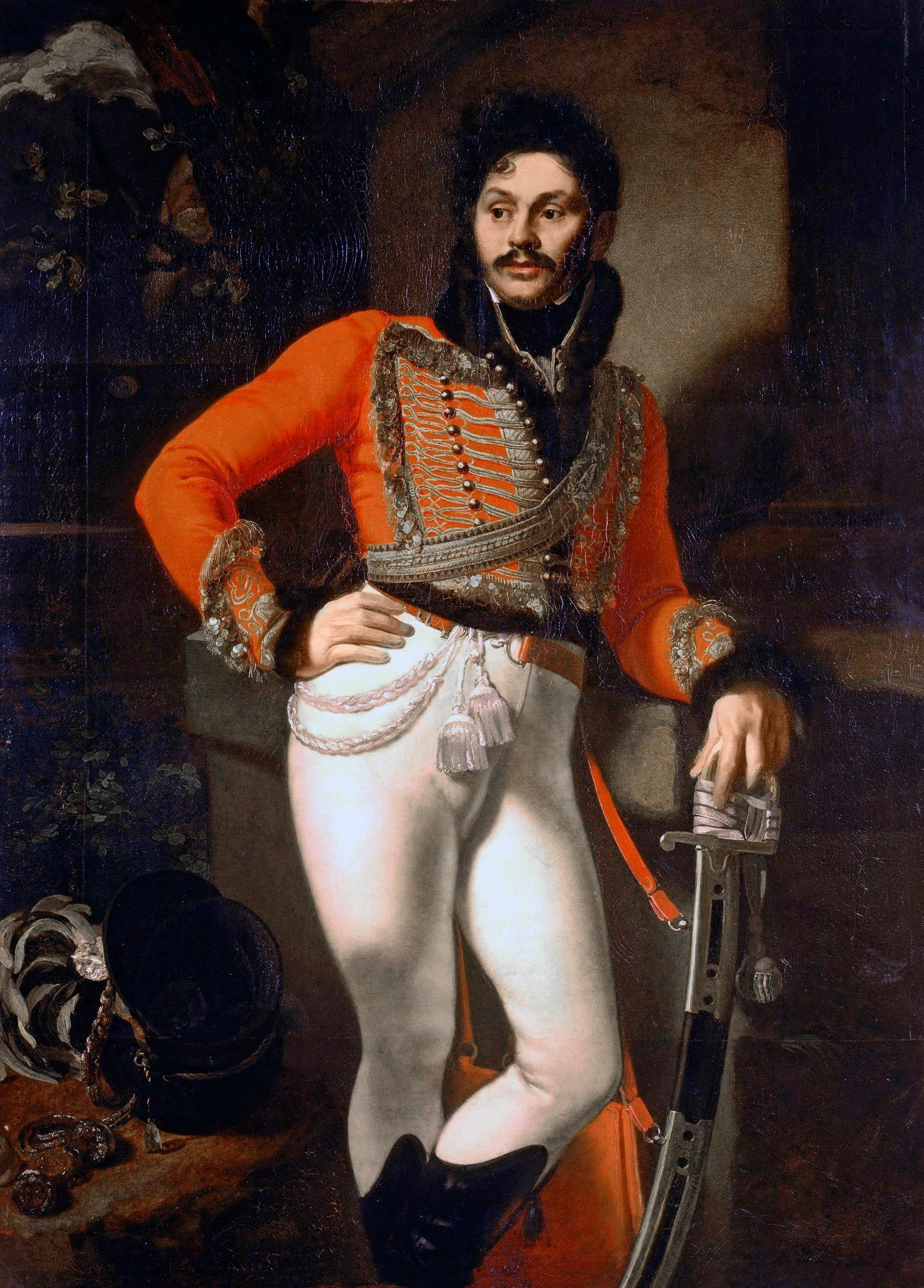
Портрет лейб-гусарского полковника Е. В. Давыдова

1959 — В журнале «Искусство» опубликована статья Зименко, посвящённая портрету Евграфа Давыдова работы Кипренского из Русского музея. Искусствовед по ряду признаков предположил, что на портрете изначально был изображён Денис Давыдов, но затем художник «поменял» его на Евграфа, чтобы не продавать императору Николаю I портрет опального Дениса. Зименко придерживался этой позиции до конца жизни, подтвердив её в статье 1984 г. и книге «Орест Кипренский» (1988 г.).
Зименко сыграл значительную роль в реабилитации дореволюционного искусства в советской культуре. Американский критик Джон Боулт (John E. Bowlt) в 1989 году писал, что признание искусства периода «серебряного века» в советском искусствоведении началось с публикации некролога Александру Бенуа в журнале «Искусство» в мае 1960 года (автором статьи был Илья Зильбершейн, однако опубликована она была анонимно). «Сам факт того, что самый старый и самый престижный художественный журнал СССР (основанный в 1933 году), орган Министерства культуры ССР, Союза художников СССР и Академии искусств, отдал дань уважения бывшему „предателю Родину“ и „буржуазному формалисту“, продемонстрировал начало медленного, пусть даже спастического, восстановления целого [пласта] художественного наследия», — отмечал критик.
В 1976 году, когда СССР вступил в Международную ассоциацию искусствоведов (AICA), Зименко стал вице-президентом советской секции (президентом организации был Николай Пономарёв).
В том же 1976 году, издательство «Прогресс» опубликовало английский перевод книги Зименко «Гуманизм искусства» (1971 г.), увязавшей социалистический реализм с наследием Ренессанса. Она вызвала неоднозначную реакцию на Западе. В частности, Мэттью Куллерне Боун (Matthew Cullerne Bown) и Брэндон Тейлор (Brandon Taylor), авторы книги «Искусство Советов», писали:

 «Гуманизм искусства» представляет собой новую ортодоксию, которая, тем не менее, не будет принята теми, кто находится справа от него. Зименко, возможно, представляет центристскую, компромиссную позицию среди истеблишмента как главный редактор «Искусства», совместного печатного органа Министерства культуры СССР, Академии художеств СССР (бастиона сторонников жёсткой линии) и относительно либерального Союза художников СССР. Взгляд Зименко на советское искусство не принимает во внимание доминирующие взгляд на социалистический реализм [как стиль], заменяя его оценкой работ отдельных художников, таких, как Дейнека, Сарьян, Пластов, Петров-Водкин, которых обвиняли в «формализме» в период культурного запрета конца 40-х.
Английский критик Джон Уокер (John A. Walker) писал:

 В СССР, где технологию, считают позитивной силой, апостолом гуманизма в искусстве выступает Владислав Зименко: «Искусство в его лучшем виде всегда прославляло Человека, поэтизировало его мудрость, силу и красоту и всегда было активным средством подтверждения идей гуманизма».
Предсказуемо, Зименко уравнивает гуманистическую суть искусства, изображение человека как социального существа, с официальной советской эстетической доктриной социалистического реализма, который представляется как продолжение великой традиции гуманистического искусства, идущей со времён наскальной живописи. Среди художников, которыми восхищается Зименко А. Дейнека, А. Пластов, Б. Йогансон, В. Иванов, Д. Жилинский и Г. Коржев. Зименко игнорирует американское гуманистическое искусство (и китайскую крестьянскую живопись), одновременно с этим осуждая как анти-гуманистические все формы западного авангардного искусства.
Одним из поклонников книги был американский художник Рон Б. Китай. Английский критик Стив Гарнер (Steve Garner) писал, что Китай «рекомендовал великолепную книгу „Гуманизм искусства“ Владислава Зименко». «Это был советский взгляд, на искусство минимализма, причём очень осведомлённый взгляд… Книга прославляет героический социалистический реализм таких художников как Дейнека, всё ещё мало оцененных на Западе, но гениально переработанный в мечтательных пародиях Нео Рауха», — добавляет он.
Будучи главным редактором ведущего художественного журнала в СССР, Зименко был вынужден занимать двойственную позицию. Официально он поддерживал соцреализм, но при этом позволял публиковать в журнале достаточно либеральные статьи. Так, в 1989 году целый номер «Искусства» был посвящён работам Дмитрия Пригова, Андрея Ройтера, Сергея Шутова и Константина Звездочётова. По словам Боулта, этот номер шокировал многих искусствоведов «старой гвардии».

## Награды
- Орден Трудового Красного Знамени, многочисленные медали СССР, Монголии, Польши и ГДР.
- Заслуженный деятель искусств РСФСР (1969).

## Избранные труды
- Неравный брак: Картина В. В. Пукирева. М. — Л., 1947.
- Архип Иванович Куинджи: 1842—1910. М. — Л., 1947.
- «Покорение Сибири Ермаком»: Картина В. И. Сурикова. М. — Л., 1948.
- Василий Григорьевич Перов. 1834—1882. М. — Л., 1948.
- Михаил Иванович Лебедев: 1811—1837. М. — Л., 1949.
- Николай Никанорович Дубовской. 1859—1918. М. — Л., 1949.
- Советская портретная живопись. М., 1951. — 172 с.
- Александр Осипович Орловский: 1777—1832. М., 1951.
- Der sozialistische Realismus als Widerspiegelung des Lebens der Sozialistischen Gesellschaft. / W. Simenko. Rüdersdorf bei Berlin : [б. и.], 1951.
- Николай Андреевич Андреев. 1873—1932. М., 1951.
- О мастерстве портрета. / Искусство, 1952, № 4. С. 28-34.
- A szovjet arcképfestészet. / V. M. Zimenko ; Ford. Mándy Stefánia és Tábor BélaBudapest : Művelt nép, 1953.
- Василий Григорьевич Перов. 1834—1882. М., 1955. — 55 с.
- N. A. Andreev. / V. Zimenko ; Trad. de Cristian Benedict şi Cristina Petrescu Bucureşti : E.S.P.L.A. : Cartea rusă, 1959.
- К вопросу о портрете Давыдова О. А. Кипренского. / Искусство, 1959, № 4. С. 65-70.
- Иннокентий X и некоторые вопросы портретного метода Веласкеса. / Искусство, 1960, № 8.
- Искусство и жизнь. М., 1961. — 59 с.
- Образ великого Ленина в произведениях советского изобразительного искусства. М., 1962. — 56 с.
- Гелий Коржев. / Художник, 1962, № 1. С. 21-25.
- Аркадий Пластов. / Искусство, 1963, № 2. С. 18-29.
- Социалистический реализм — творческий метод советского искусства. М., 1964. — 59 с.
- Традиции, новаторство, современность. М., 1965. — 272 с.
- О новой работе Павла Никонова. / Искусство, 1967, № 4. С. 32-34.
- Искусство, ведущее в глубины жизни. / Искусство, 1967, № 12. С. 45-50.
- Художественный опыт народных умельцев и искания современных живописцев. / Искусство, 1967, № 8. С. 55-59.
- Советская историческая живопись. М., 1970. — 151 с.
- Романтика и реализм. Заметки о творчестве Ореста Кипренского 1820-х гг. / Искусство, 1970, № 2. С. 44-54.
- Гуманизм искусства. Л., 1971. — 272 с.
- «Синяя птица» Татьяны Яблонской. / Искусство, 1972, № 1. С 18-26.
- Советское станковое искусство: Сборник. Сост. В. Зименко. М., 1974.
- Современность в графической лирике А. Сахаровской. / Искусство, 1974, № 9. С. 20-25. 1976.
- The Humanism of Art. Moscow: Progress Publishers, 1976.
- Sowjetische Malerei der Gegenwart. Leipzig, 1977.
- Поэтическое отражение современности — центральная проблема искусства. / Живопись народов СССР. М., 1977. С. 9-22.
- Художественная летопись борьбы и созидания. / Е. И. Дешалыт: панорамы Родины. Страницы летописи борьбы и созидания. М., 1979. С. 5-16.
- Мир высоких идейных и нравственных ценностей. / Искусство, 1981, № 5. С. 26-33.
- Развитой социализм: некоторые творческие проблемы эстетики и искусства. М., 1982. — 368 с.
- Живое наследие. К 200-летию со дня рождения О. А. Кипренского. / Искусство, 1982, № 3. С. 2-3.
- О картине В. Иванова «Под мирным небом». / Искусство, 1983, № 9. С. 26-27.
- Портрет гусара Давыдова. / Искусство, 1984, № 6.
- Советское искусствознание. Под ред. В. М. Полевого, О. В. Буткевича, В. М. Зименко и др. М., 1985.
- Творческий потенциал советского искусства. / В. Зименко, Ю. Осмоловский, И. Сапего. / Искусство, 1987, № 11. С. 1-12.
- Орест Адамович Кипренский, 1782—1836. М., 1988. — 349 с.